# Музей Марка Шагала у Вітебську
Музей Марка Шагала у Вітебську (рос. Музей Марка Шагала ў Віцебску) — музейний заклад художньо-меморіального спрямування у Вітебську (Білорусь), присвячений життю та творчості Марка Шагала, заснований рішенням Вітебського міськвиконкому 23 жовтня 1991 року. 
1994 року він був включений до міського Центру культури та дозвілля як структурний підрозділ, 1996 року став самостійним підрозділом відділу культури Вітебського міськвиконкому. 3 28 грудня 2007 року має назву культурна установа «Музей Марка Шагала у Вітебську»». Директор І. С. Воронов.
До складу музею входять Будинок-музей Марка Шагала і Арт-центр Марка Шагала.
Основний фонд музею (2008 р.) має 4996 одиниць зберігання, а науково-допоміжний — 490 одиниць. Загальна площа експозиції — 294 м². Музей розміщений у 2 корпусах.

## Арт-центр Марка Шагала
Мистецький центр Марка Шагала (вул. Путна, 2) відкрився 1992 року. У постійній експозиції графічні роботи М. Шагала, різьблення по дереву, офорти, акварелі, серія ілюстрацій до поеми-роману М. Гоголя «Мертві душі» (1923–25), серія кольорових літографій на тему Біблії, створена в 1956 та 1960 роках, серія  «12 колін Ізраїлевих» (1960) та інші. У музеї також зберігається колекція друкованої графіки європейських художників-авангардистів (твори Ж. Міро, П. Пікассо, Ф. Леже та ін.). У Арт-центрі є наукова бібліотека, присвячена творчості М. Шагала та художників-авангардистів, що налічує понад 3,5 тисячі публікацій.

## Будинок-музей Марка Шагала

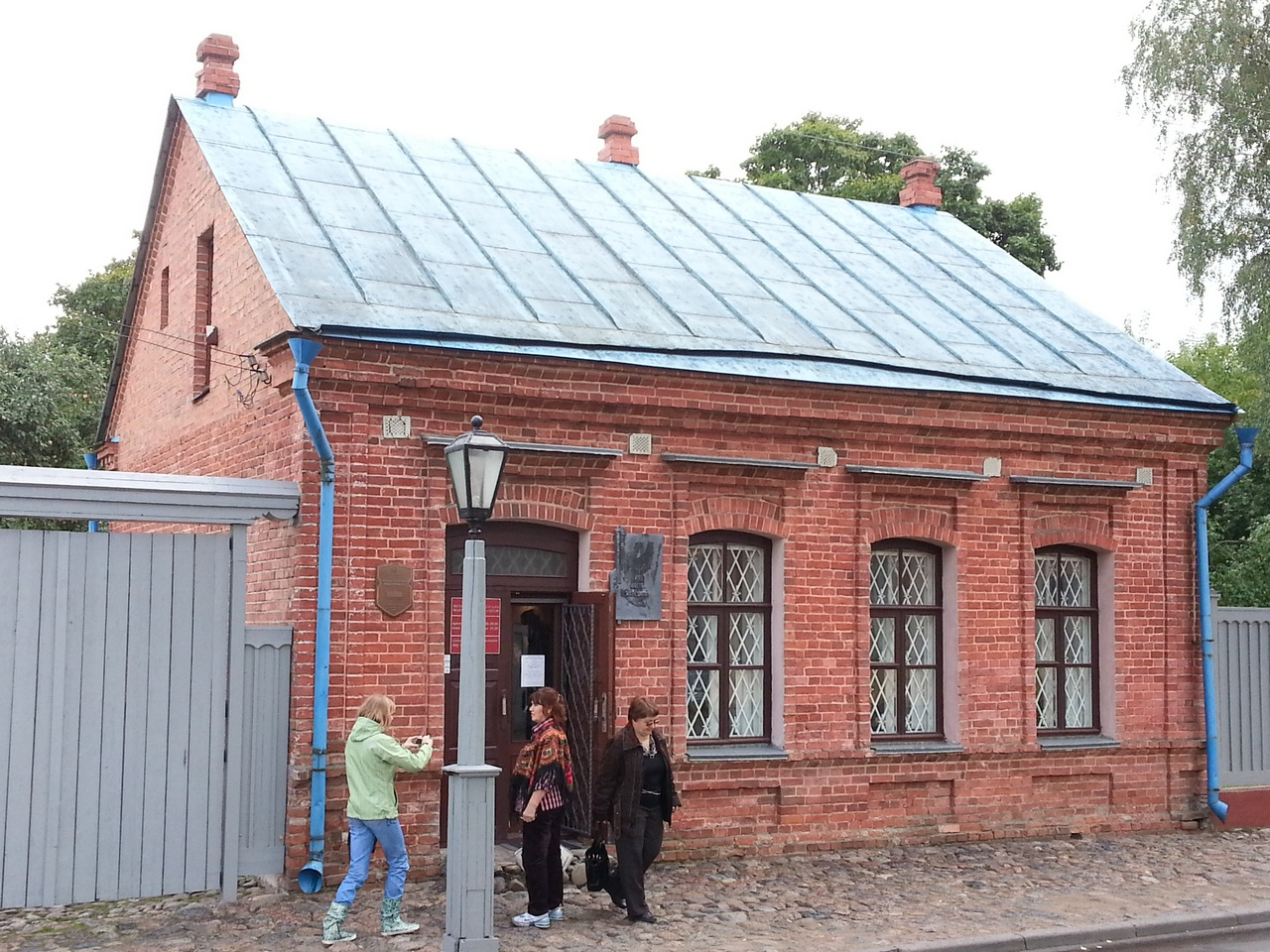
Будинок-музей Марка Шагала

Будинок музею Марка Шагала (вул. Покровська, 11) відкрився 1997 року і розміщується в будинку, зведеному батьком художника на початку 1900-х років. Тут Марк Шагал провів свої юнацькі роки; про цей період він писав в автобіографічній книзі «Моє життя». Демонструються предмети повсякденного життя містян на межі XIX-ХХ століть, а також копії архівних документів та робіт художника, які розповідають про його життя та життя сім’ї його батьків у Вітебську.